# Amphion (Kentaur)

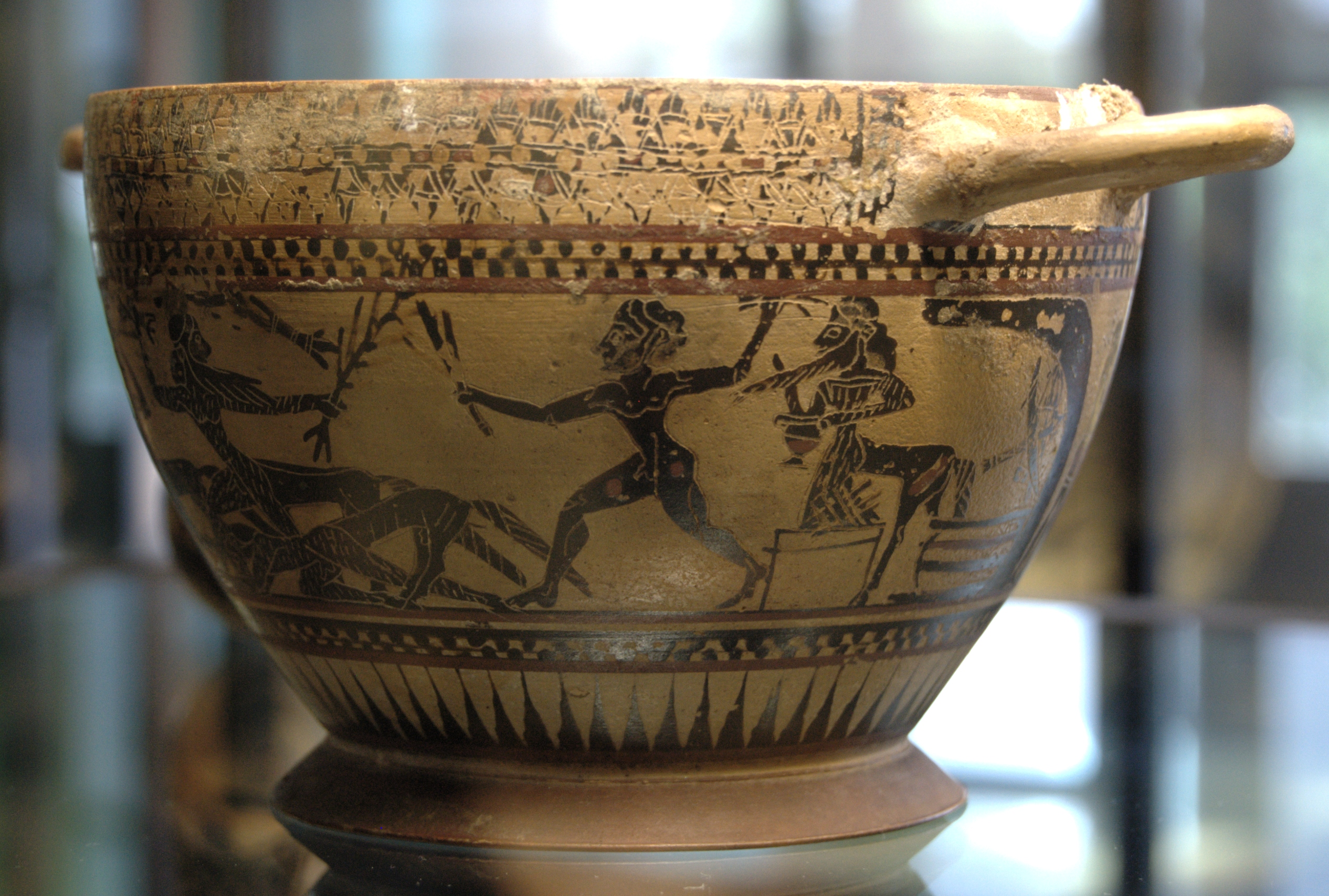
Skyphos um 580 v. Chr.: Der Angriff der Kentauren (links) bricht vor Herakles (Mitte) zusammen, Pholos (rechts) mit dem Wein

Amphion ist in der griechischen Mythologie ein Kentaur, der von Herakles auf seiner Jagd nach dem Erymanthischen Eber getötet wird. Einzige Quelle ist Diodor, Bibliothek, Buch 4, Kapitel 12.

## Name
Der Name kommt vom griechischen Ἀμφίων, Amphī́ōn, lateinisch und deutsch mit abweichender Betonung Betonung auf der ersten Silbe Ámphion. Seine Bedeutung lässt sich aus der Präposition ἀμφί, amphí, um ... herum, auf beiden Seiten, ableiten. Der Kentaur hat zwei Seiten, er ist ein Zwitterwesen, sowohl Mensch als Pferd, ein „Sondermann“, ein sonderbares Wesen.
Der Name gehört nicht zu den typischen Kentaurennamen, in denen sich ihre Wildheit oder ihre Gebirgs- und Flussnatur widerspiegelt. Er wurde wohl auf einen poetisch hinzuerfundenen Kentaur übertragen. Weitere Erklärungen zu Aussprache und Bedeutung, siehe Amphion (Name).

## Mythos
Er gehört zum elisch-arkadischen Sagenkreis der herakleischen Kentaurenkämpfe.
Herakles passierte den Berg Pholoë auf seiner Jagd nach dem Erymanthischen Eber und kehrte beim gastfreundlichen Kentauren Pholos ein. Dieser öffnete ihm zu Ehren ein Weinfass, ein Geschenk des Dionysos. Vom starken Duft des Weins angelockt, „gerieten die in der Nähe wohnenden Kentauren dadurch außer sich“, und sie fielen mit Bäumen und Felsstücken bewaffnet in die Höhle des Pholos ein. Herakles konnte sich ihrer erwehren, „die meisten tötete er und die übrigen zwang er zur Flucht. Unter den umgekommenen Kentauren sind die bekanntesten Daphnis, Argeius und Amphion.“ Es werden noch weitere aufgezählt.
Als einer der „Bekanntesten“ bleibt der Sondermann doch nur ein Dutzendkentaur ohne eigenes Profil, ohne eigene Kampfhandlung und Todeserzählung. Er ist ein Opfer, namentlich zwar herausgehoben, aber nur, um die Heldentaten des Herakles noch zu steigern.